# ذاتية (إدارة)
الذاتية هي شكل من أشكال إدارة الذات التي قدمها لأول مرة توماس شيلينج في بحثه «الذاتية، أو فن إدارة الذات». وقد اقترح شيلينج أن الأفراد الذين يعانون من نوع من أنواع اضطراب الشخصية المنفصمة حيث تريد الذات الحالية شيءًا معينًا (على سبيل المثال، أكل كعكة)، في حين أن الذات في الماضي أو في المستقبل تريد شيءًا مختلفًا (على سبيل المثال، فقد الوزن). وكلا الذاتين موجودتان، إلا أنهما غير موجودتين في نفس الوقت.
وقد كتب شيلينج ما يلي: «ما لدي في عقلي هو إجراء أو قرار يتخذه الشخص... اعتمادًا على التفضيلات التي تختلف عما كان عليه الحال فيما قبل... وإذا كان بإمكان الشخص اتخاذ القرار النهائي حيال الإجراء في وقت مبكر، مما يؤدي إلى نفي تغيير تالٍ في العقل، فيمكن أن يقوم باتخاذ خيار مختلف...»
وقد اقترح شيلينج مجموعة من الإستراتيجيات للتعامل مع هذه المشكلة في ورقته البحثية، مثل ما قبل الالتزام أو استخدام قواعد الوضوح التام، أو تكتيكات التأخير أو عمل اتفاق مرتب من قبل بين الأنواع المختلفة للذات.

## وصلات خارجية
- Link to downloadable article
- Link to Egonomics Website